# Бандгаген (станція метро)
59°16′14″ пн. ш. 18°02′58″ сх. д. / 59.270556° пн. ш. 18.049444° сх. д.
«Бандгаген» (швед. Bandhagen) — станція Зеленої лінії Стокгольмського метрополітену, обслуговується потягами маршруту Т19.
Станція була введена в експлуатацію 22 листопада 1954 року, в черзі розширення від Стуребю

Відстань від станції Слюссен 6,5  км.
Пасажирообіг станції в будень —	3,800 осіб (2019)
.
Розташування: мікрорайон Бандгаген, Седерорт, Стокгольм
Конструкція: відкрита наземна станція з однією прямою острівною платформою.

## Операції
| Попередня станція           | Лінія | Лінія     | Лінія | Наступна станція     |
| --------------------------- | ----- | --------- | ----- | -------------------- |
| Стуребю до Гессельбю-странд |       | Лінія T19 |       | Гегдален до Гагсетра |